# Энхрийлэн Лхагватогоогийн
Энхрийлэн Лхагватогоогийн (род. 28 декабря 1998, Сэлэнгэ) — монгольская дзюдоистка, двукратный призёр чемпионатов мира 2021 и 2022 годов, чемпионка (2024) и бронзовый призёр (2019) чемпионатов Азии. Заслуженный спортсмен года Монголии (2023).

## Биография
На чемпионате Азии 2019 года в Эль-Фуджейре монгольская спортсменка в категории до 57 кг завоевала бронзовую медаль. 
В 2022 году на турнире Большого шлема в Улан-Баторе одержала победу.  
В 2022 году, на мировом первенстве в Ташкенте, монгольская дзюдоистка завоевала бронзовую медаль в личных соревнованиях в категории до 57 кг. В поединке за третье место она победила спортсменку из Южной Кореи Ху Ми-ми. 
В мае 2023 года, в столице Катаре, на чемпионате мира, монгольская дзюдоистка в весовой категории до 57 кг стала обладателем бронзовой медали, в поединке за третье место вновь победила корейскую спортсменку Ху Ми-ми.